# Сеоци (Пожега)
Сеоци су насељено место у саставу града Пожеге, у Славонији, Република Хрватска.

## Становништво
Насеље је према попису становништва из 2011. године имало 108 становника.
| Националност       | 1991.        |
| Хрвати             | 102 (94,44%) |
| Срби               | 4 (3,70%)    |
| Југословени        | 0            |
| остали и непознато | 2 (1,85%)    |
| Укупно             | 108          |